# La Meignanne

La Meignanne este o comună în departamentul Maine-et-Loire, Franța. În 2009 avea o populație de 2,133 de locuitori.